# Coniopteryx arctica
Coniopteryx arctica är en insektsart som beskrevs av Z.-q. Liu och C.-k. Yang 1998. Coniopteryx arctica ingår i släktet Coniopteryx och familjen vaxsländor. Inga underarter finns listade i Catalogue of Life.